# مرقد الضباب (تطفت)
مرقد الضباب هي إحدى مشيخات المملكة المغربية، تتبع جغرافيا لإقليم العرائش وإداريًا لتطفت. يقدر عدد سكانها بـ 4586 نسمة حسب الإحصاء الرسمي للسكان والسكنى لسنة 2004.